# Bak Ji-yun
Bak Ji-yun (kor. 박지윤 ;ur. 21 września 1992) – południowokoreańska judoczka. Olimpijka z Rio de Janeiro 2016, gdzie zajęła siedemnaste miejsce w wadze półśredniej.
Wicemistrzyni igrzysk azjatyckich w drużynie w 2014. Brązowa medalistka mistrzostw Azji w 2015. Druga na uniwersjadzie w 2015 roku.

## Letnie Igrzyska Olimpijskie 2016
| Konkurencja | Rundy eliminacyjne        | Klas. końcowa |
| Konkurencja | Przeciwnik I              | Miejsce       |
| ----------- | ------------------------- | ------------- |
| 63 kg       | Alice Schlesinger (AUS) P | 17.           |